# Championnats de France de patinage artistique 1956
Navigation
Championnats de France 1955 Championnats de France 1957
Les championnats de France de patinage artistique 1956 ont eu lieu à la patinoire olympique de Boulogne-Billancourt pour 3 épreuves : simple messieurs, simple dames et couple artistique.
Paris a accueilli l'épreuve de danse sur glace.

## Faits marquants
- La patinoire olympique de Boulogne-Billancourt, inaugurée en décembre 1955, organise pour la première fois les championnats de France de patinage artistique. Cette patinoire connue sous le nom de « fédérale » devient le siège de la Fédération française des sports de glace (FFSG) pendant une quinzaine d'années, et accueille sans interruption les championnats de France de 1956 à 1967. Elle accueillera également quatre championnats nationaux par la suite (1969, 1970, 1971 pour la danse sur glace, et 1974).

- Alain Giletti et Michèle Allard sont deux fois champions de France. Ils obtiennent ensemble le titre des couples artistiques et chacun le titre en individuel.

## Podiums
| Épreuves                            | Or                             | Argent                            | Bronze                       |
| Messieurs résultats détaillés       | Alain Giletti                  | Alain Calmat                      | -                            |
| Dames résultats détaillés           | Michèle Allard                 | Dany Rigoulot                     | Gilberte Naboudet            |
| Couples résultats détaillés         | Michèle Allard / Alain Giletti | Colette Tarozzi / Jean Vivès      | -                            |
| Danse sur glace résultats détaillés | Fanny Besson / Jean-Paul Guhel | Christiane Elien / Claude Lambert | Claude Lizieux / Jacques Mer |

## Détails des compétitions
(Détails des compétitions encore à compléter)

### Messieurs
| Rang | Nom           |
| ---- | ------------- |
| 1    | Alain Giletti |
| 2    | Alain Calmat  |

### Dames
| Rang | Nom               |
| ---- | ----------------- |
| 1    | Michèle Allard    |
| 2    | Dany Rigoulot     |
| 3    | Gilberte Naboudet |
| ...  |                   |

### Couples
| Rang | Nom                            |
| ---- | ------------------------------ |
| 1    | Michèle Allard / Alain Giletti |
| 2    | Colette Tarozzi / Jean Vivès   |

### Danse sur glace
| Rang | Nom                               |
| ---- | --------------------------------- |
| 1    | Fanny Besson / Jean-Paul Guhel    |
| 2    | Christiane Elien / Claude Lambert |
| 3    | Claude Lizieux / Jacques Mer      |
| ...  |                                   |

## Sources
- Le livre d'or du patinage d'Alain Billouin, édition Solar, 1999